# Cirolana lingua
Cirolana (Anopsilana) lingua là một loài chân đều trong họ Cirolanidae. Loài này được Bowman & Iliffe miêu tả khoa học năm 1987.